# Lassanrajzoló műszer

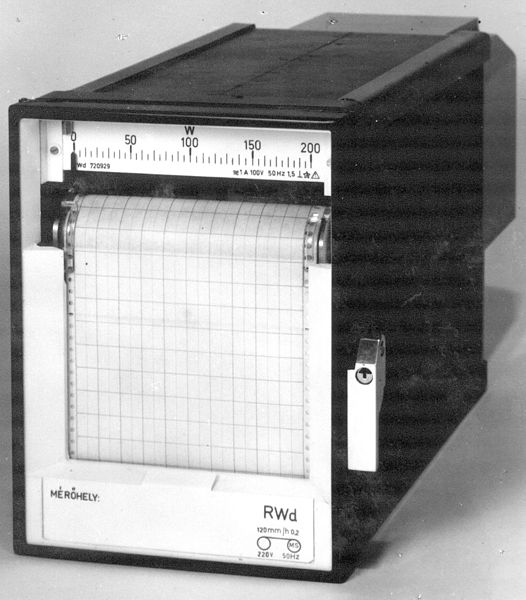
Vonalíró műszer hatásos teljesítmény mérésére

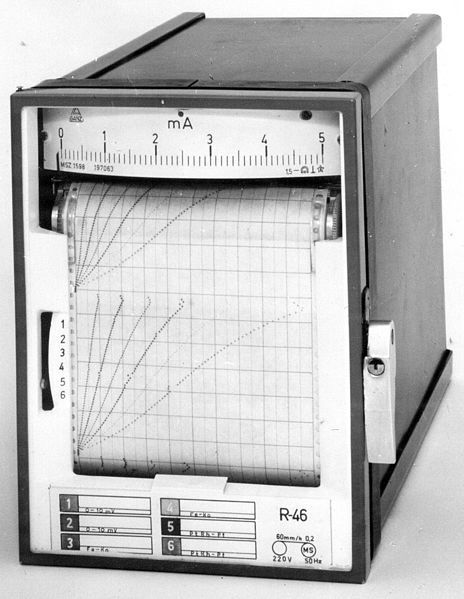
Pontíró műszer hat mérőhellyel hőmérséklet mérésére

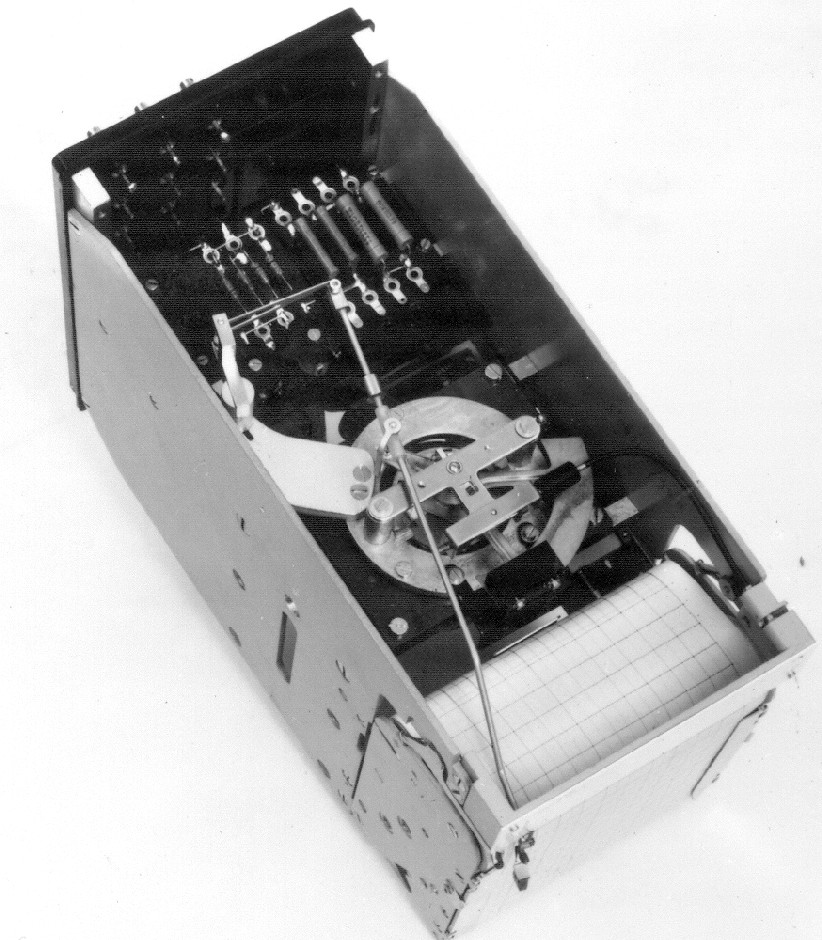
Vonalíró műszer járószerkezete

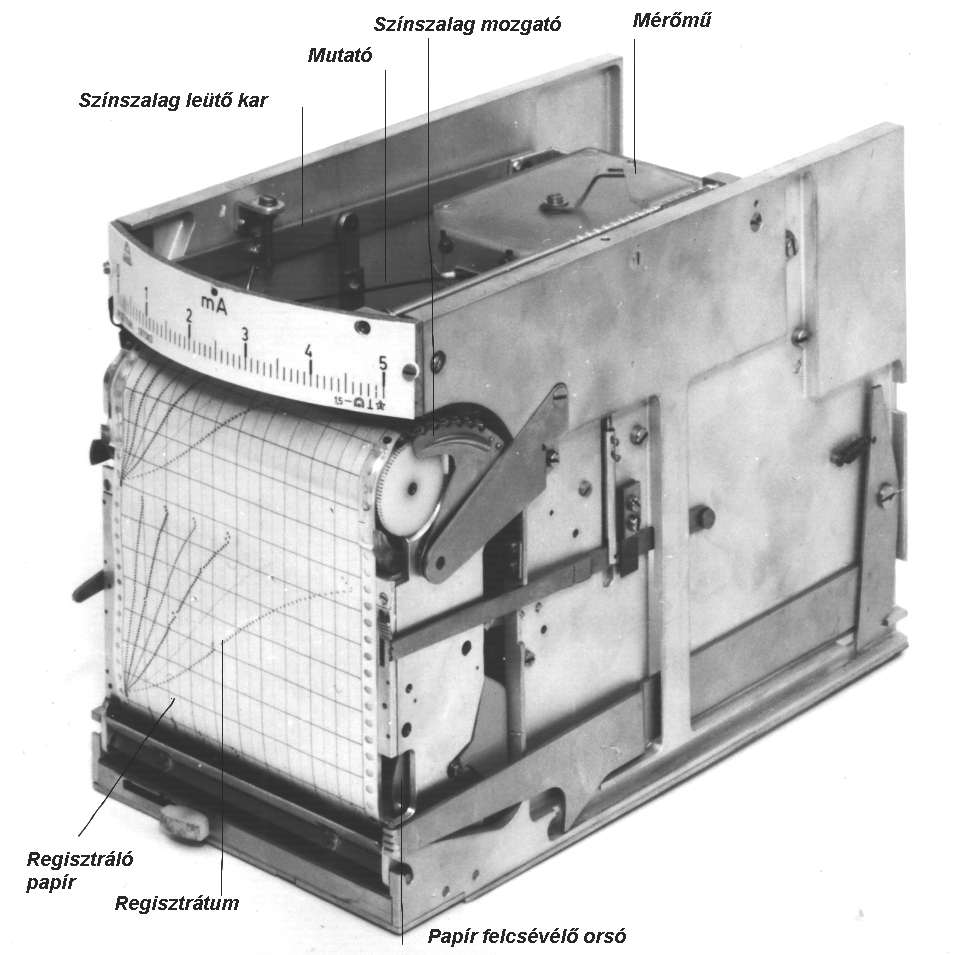
Pontíró műszer belső része kiemelve a tokozásból

A lassanrajzoló műszerek feladata, hogy a mérés alá vont villamos mennyiség (vagy villamos jelre átalakított nem villamos mennyiség) viszonylag lassú időbeli változását megörökítsék.

## Fajtái
- Vonalíró műszerek
- Pontíró műszerek

## Kijelző műszerek
A villamos műszerek közül az elektrosztatikus és vibrációs műszerek kivételével bármely típusú műszerből kialakíthatóak. Lényeg, hogy viszonylag nagy nyomatékkal rendelkezzen, hogy a súrlódást le tudja győzni. Ezt a készülék konstrukciójának kell biztosítania.

## Közös szerkezeti elemek
A mért mennyiséget a műszerek valamilyen lassan továbbított papíron rögzítik. A papír továbbítását végző járószerkezetet szinkron motor hajtja egy lassító áttételen keresztül. Általában a járószerkezet lassítóáttételét a kapcsolódó fogaskerekek cseréjével a célnak megfelelően meg lehet változtatni. Mivel a szinkronmotor a szinkron fordulatszámon forog az áttétel figyelembevételével a lefutott papír hosszából megállapítható a közben eltelt idő. A járószerkezet úgy van kialakítva, hogy egyetlen mozdulattal lehessen a készülékből kiemelni, ugyanígy a papírt is a járószerkezetből. Az új papírt behelyezve önbefűzős szerkezet biztosítja a papír megfelelő továbbítását. Általában a készülékhez mellékelnek egy úgynevezett leolvasó lécet, ami a kijelző műszerrel azonos skálával van ellátva. Ezt a papírra helyezve a rögzített értéket bármikor le lehet olvasni.
Mivel a mérőmű, és így a mutató is egy forgástengely körül elfordul, a papír pedig egy sík felületen fut, szükséges a forgó mozgás egyenesbevezetése. Ezt mindkét féle készülék biztosítja. Az egyenesbevezetéshez szükséges alkatrészeket a súrlódás csökkentése érdekében csapágyazással látják el.
Mivel a készülékek fontos folyamatokat regisztrálnak a készülékek zárható ajtóval készülnek. Így illetéktelenek nem férhetnek sem a papírhoz, sem a beépített műszerhez.  

## Vonalíró műszerek
A vonalíró műszerek, mint a nevéből is kiderül egy folyamatos vonallal regisztrálják a mért érték változását. A műszer mutatója úgy van kiképezve, hogy egyben a toll szerepét is betöltse. A speciális tinta vagy a mutatóra rögzített-, vagy egy központi tartályból jut el az írást végző tollba. A toll folyamatosan érintkezik a papírral.
A vonalíró műszerek egyszerre csak egy változó mennyiséget tudnak regisztrálni. A műszer skálája erre van közvetlenül skálázva.

## Pontíró műszerek
A pontíró műszerek abban különböznek a vonalíró műszerektől, hogy itt nincsen toll, hanem a papír felett több (akár többféle színű) színszalag helyezkedik el. Egy speciális mechanika biztosítja, hogy a szalagok közül melyik kerüljön megfelelő pozícióba. Egy mechanikai kényszerkapcsolat biztosítja, hogy a műszer bemenetére jutó jel forrása, és a pozícióban lévő színszalag szinkronban legyen. A bemeneti jelet nemesfém bevonatú kapcsoló kapcsolja át a megfelelő, éppen aktuális állásba.
Egy beépített másik mechanika, meghatározott időnként (mivel a mozgatást ez is a szinkron motorról kapja) a mutató feletti karral nekiüti a színszalagon keresztül a mutató erre kiképzett részét a papírhoz. Így a papíron egy pont jelenik meg, az aktuális színszalagnak megfelelő színben. Mivel több színszalag tehető be a műszerbe a mért mennyiség változásának függvényében lehetőség van 1-6 helyről a mintavételezésnek. Ez lehetőséget ad 1-2-3-6 mérési hely egyetlen műszerrel történő megfigyelésének. Értelemszerűen a színszalagok szine igazodik a bemenethez. Így 1 mérőhely esetén elegendő egyféle színű színszalag, addig 6 bemenet esetén hatféle színű színszalag kerül beépítésre.
Az így felvitt pontok által képzett görbék akár keresztezhetik egymást a szín alapján azonosíthatóak.
A készülék lehetőséget biztosít egymástól merőben eltérő mennyiségek egyetlen készülékkel történő regisztrálására is. Természetesen a leolvasó lécen és a skálán is ezek a mennyiségek vannak feltüntetve.